# Старий Урюп
Старий Урю́п (рос. Старый Урюп) — присілок у складі Тяжинського округу Кемеровської області, Росія.

## Населення
Населення — 488 осіб (2010; 563 у 2002).
Національний склад (станом на 2002 рік):
- росіяни — 95 %